# にいがた狼煙プロジェクト
にいがた狼煙プロジェクト(にいがたのろしプロジェクト)とは、新潟県中越地震・中越沖地震の復興と地方創生を目的に新潟県全域で狼煙を上げるプロジェクトである。

## 沿革
- 2004年(平成16年) - 10月23日、新潟県中越地震が発生。
- 2005年(平成17年) - 上越市で市町村合併を記念して、春日山城など市内約20か所で狼煙プロジェクトを実施[1]。
- 2007年(平成19年) - 7月16日、中越沖地震が発生。
  - 10月20日、新潟県全域で『にいがた狼煙プロジェクト』を実施[2] 。
- 2009年(平成21年) - NHK大河ドラマで『天地人』が放映される。

## 参加団体数
- 出典[3]。

にいがた狼煙プロジェクト IN 南魚沼 清水西谷後川(2016.10.15)

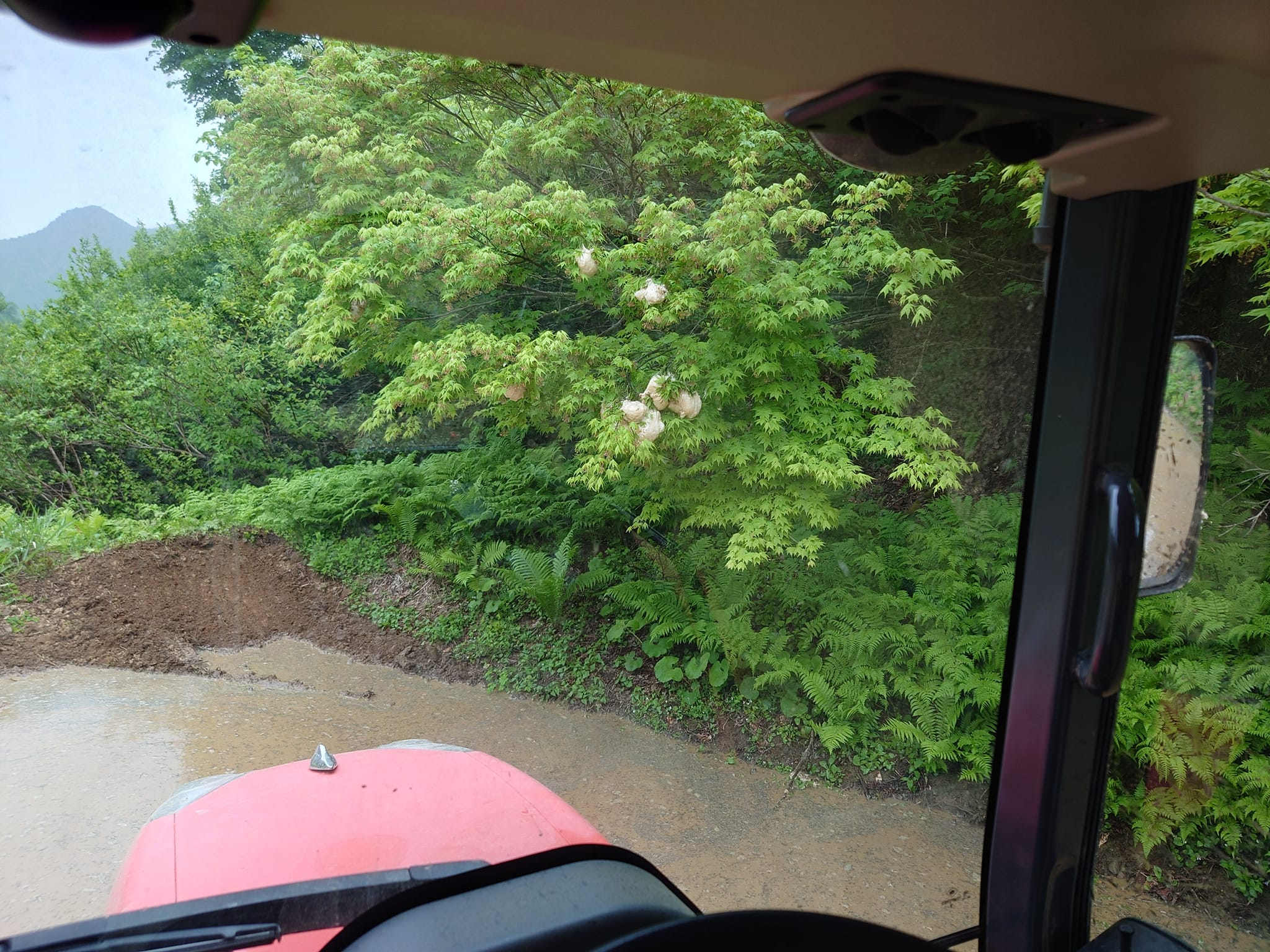
天然記念物森青蛙産卵水田 清水西谷後 2023-05-23

- 2007年(平成19年) - 新潟県全域約90ヶ所で実施[4]。
- 2008年(平成20年) - 新潟県全域約130ヶ所で実施[5][6]。
- 2009年(平成21年) - 新潟県全域約115ヶ所で実施[7][8]。
- 2010年(平成22年) - 新潟県全域約85ヶ所で実施[9]。
- 2011年(平成23年) - 新潟県全域約68ヶ所で実施。
- 2012年(平成24年) - 新潟県全域約46ヶ所で実施。
- 2013年(平成25年) - 新潟県全域約41ヶ所で実施[10]。
- 2014年(平成26年) - 新潟県全域約43ヶ所で実施[11][12]。
- 2015年(平成27年) - 柏崎市内9ヶ所・南魚沼市内17ヶ所で実施[13][14][15]。
- 2016年(平成28年) - 南魚沼市内16ヶ所で実施[16]。
- 2017年(平成29年) - 柏崎市内8ヶ所、南魚沼市内18ヶ所、湯沢町1ヶ所、合計19ヶ所で実施[17][18]。
- 2018年(平成30年) - 南魚沼市内18ヶ所、湯沢町1ヶ所、合計19ヶ所で実施[19]。
- 2019年(令和元年) - 南魚沼市内16ヶ所、湯沢町1ヶ所、合計17ヶ所で実施[20]。
- 2022年〈令和5年〉10月2日、第14回「にいがた狼煙プロジェクトin南魚沼」が3年ぶりに13ケ所で開催。塩沢地域4ケ所・六日町地域6ケ所・大和地域2ケ所・湯沢地域1ケ所[21]。